# Лист кисти Ниггля
«Лист кисти Ниггля» (англ. Leaf by Niggle, варианты перевода — Лист работы Ниггля, Лист работы Мелкина) — рассказ Джона Р. Р. Толкина, опубликованный в 1945 году и содержащий множество религиозных и моральных аллегорий. Сюжет произведения повествует о Ниггле — художнике-перфекционисте, не успевшем закончить свою работу, так как ему пришлось отправиться в путешествие. Исследователями рассматривается в качестве аллегории творческой деятельности автора, а также таких богословских тем, как судьба человеческой души после смерти, чистилище и рай.

## Сюжет
Ниггль (от англ. niggle — «заниматься пустяками») — маленький человек, который пытается нарисовать большую картину. Однажды он нашёл очень красивый опавший лист и так залюбовался им, что решил нарисовать. Лист разросся в дерево, дерево — в пейзаж целой страны, и Картина становилась поистине огромной. Но Нигглю мешал работать его сосед, эгоистичный и ленивый мистер Пэрриш. Он всё время просил у Ниггля помощи в том, что ленился сделать сам — починить крышу, вызвать доктора для своей жены, и т. п. Ниггль сердился на Пэрриша, но никогда не отказывал соседу в помощи. Из-за этого он не успел закончить свою картину.
Пришла пора Нигглю отправляться в путешествие. Суровые исполнители забрали его из дому почти без вещей, а Картину пустили на брезент. Ниггль был помещён в работный дом, где трудился на износ, до потери сознания. Однажды, лёжа в изнеможении, он услышал два голоса, обсуждающих его судьбу. Один голос был строг к нему за его грехи, другой защищал беднягу и просил для него милости. Суровый голос пошёл на уступки, и действительно: положение Ниггля улучшилось, и вскоре его отпустили.
На поезде он поехал дальше и вскоре прибыл в страну, в которой с изумлением узнал собственную картину. Ему был знаком каждый листок, ведь он сам всё это придумал. Здесь же оказался и Пэрриш, которого чудесная страна исцелила от подагры, ворчливости и лени, и он стал хорошим другом Нигглю. Теперь в придуманную Нигглем чудо-страну начали направлять другие заблудшие души, которые обретали там исцеление.
А от картины, написанной Нигглем, в его городе остался только тот самый лист, с которого всё началось. Его выставили в городском музее с припиской «Лист кисти Ниггля».

## История создания и изданий
О создании «Листа кисти Ниггля» Толкин вспоминал в письме к издателю Стэнли Анвину:

Эта история — единственная из всех мною написанных, что не стоила мне ни малейших усилий. Обычно я сочиняю лишь с превеликим трудом, до бесконечности всё переписывая. Как-то утром я проснулся (более двух лет назад) — и в голове моей эта странная вещица была практически готова. Мне понадобилось только несколько часов на то, чтобы перенести её на бумагу — а потом переписать набело. По-моему, я о ней вовсе не «думал» и не сочинял её в обычном смысле этого слова.— Карпентер Х. Письмо № 98. К Стэнли Анвину // Джон Рональд Руэл Толкин. Письма / Под ред. С. Таскаевой; пер. с англ. С. Лихачевой
Относительно даты события существуют противоречивые сведения. В письме 1962 года к своей тёте Джейн Нив Толкин писал, что рассказ, по всей видимости, был создан перед началом Второй мировой войны и впервые прочитан друзьям в начале 1940 года. В предисловии к сборнику «Дерево и лист» (1964) он обозначил время написания периодом 1938—1939 годов. Однако, по мнению исследователей творчества писателя Уэйна Хаммонда и Кристины Скалл, более правдоподобной датой написания произведения является апрель 1942 года — в письме к поэту Алану Руку от 23 апреля 1943 года Толкин указал, что написал историю «в это же время в прошлом году».
В сентябре 1944 года Толкин получил письмо от Т. С. Грегори, редактора ирландского католического журнала Dublin Review, который попросил его предоставить для публикации одно из своих произведений. 12 октября 1944 года Толкин отправил ему текст рассказа, который был опубликован в январе 1945 года в 432 номере журнала. О «Листе кисти Ниггля» положительно отозвался писатель Дэвид Северн, сын издателя произведений Толкина Стэнли Анвина. Дэвид предложил отцу издать его вместе с другими короткими текстами автора. В результате в 1964 году издательство Allen & Unwin опубликовало «Лист кисти Ниггля» в сборнике «Дерево и лист», в который также было включено эссе Толкина «О волшебных сказках».
На английском языке «Лист кисти Ниггля» также издавался в сборниках «The Tolkien Reader» (1966), «Poems and Stories» (1980) и «Сказки Волшебной страны» (1997, в 2008 году переизданы с иллюстрациями Алана Ли). На русском языке рассказ впервые вышел в 1980 году в 7-м номере издания «Химия и жизнь», в переводе Сергея Кошелева. Впоследствии были выполнены переводы Е. Гиппиуса, Ирины Забелиной, Марии Каменкович, Валерии Маториной, Леонида Порохни, Оксаны Степашкиной и Юрия Соколова.